# Le pupille
Le pupille è un cortometraggio del 2022 diretto da Alice Rohrwacher.
La pellicola, liberamente ispirata a una lettera che Elsa Morante scrisse a Goffredo Fofi il 21 dicembre 1971, è stata candidata all'Oscar al miglior cortometraggio.

## Trama
Nel pieno della seconda guerra mondiale, un gruppo di bambine vive in un collegio gestito dalle suore dell'Opera Pia. Il giorno della vigilia di Natale, le bambine fanno le prove per il presepe vivente che presenteranno quella sera in occasione della messa di mezzanotte. Dopo che Suor Fioralba, la madre superiora, lascia le bambine sole ad ascoltare il bollettino di guerra, la piccola Serafina cambia inavvertitamente il canale della radio e, al suono della musica, le bambine cominciano a cantare e ballare, facendo arrabbiare la suora. Fioralba lava la bocca delle bambine col sapone per aver cantato versi frivoli, ma Serafina rifiuta il castigo, affermando di non avere cantato.
Mentre le bambine presentano il presepe vivente, i paesani vengono alla scuola per chiedere delle grazie per i loro cari in guerra: le preghiere delle orfanelle vengono considerate particolarmente efficaci per via della purezza delle bambine e le suore chiedono in cambio donazioni. Tra le supplici vi è anche una donna che vuole che le orfanelle intercedano affinché il suo amante torni da lei e in cambio offre una zuppa inglese al convento.
Il giorno dopo le bambine aspettano di gustarsi la torta, ma Suor Fioralba decide di mandarla al vescovo nella speranza di ottenere fondi per il collegio. Così, dopo aver mostrato loro la torta, convince abilmente le bambine a rinunciare alla loro fetta facendo leva sui loro sensi di colpa e affermando che le bambine buone rinunceranno alla propria porzione di dolce come fioretto a Gesù. Serafina però rifiuta di cedere la sua fetta: dopo l'incidente della radio, infatti, Fioralba aveva affermato davanti a tutti che Serafina è una bambina cattiva, e visto che solo le bambine buone rinunciano alla torta non c'è motivo per cui anche lei vi rinunci. Sconfitta, Fioralba taglia una fetta per Serafina, che prontamente la offre al cane randagio costantemente scacciato dalle suore.
Le bambine vengono rimandate tutti nella loro camerata, dove Serafina rivela di aver rubato una fetta di zuppa inglese. Le bambine se la dividono tra di loro, accettando definitivamente Serafina nel gruppo. Intanto la Madre Superiora offre il resto della torta agli spazzacamini che hanno lavorato al collegio e che lei non ha soldi per pagare. Lo spazzacamino lascia inavvertitamente cadere la torta ma i suoi colleghi, affamati, la divorano lo stesso.

## Distribuzione
Il film è stato presentato il 27 maggio 2022 in occasione della 75ª edizione del Festival di Cannes. Successivamente il film è stato reso disponibile sulla piattaforma Disney+ dal 16 dicembre dello stesso anno.

## Riconoscimenti
- 2023 - Premio Oscar
  - Candidatura per il miglior cortometraggio